# Carl Kalmberg
Carl Knut Kalmberg (ur. 12 stycznia 1913 r. we Władywostoku, zm. 13 lutego 1940 r. w rejonie Havuvaara) – duński pilot wojskowy, ochotnik w armii fińskiej podczas wojny zimowej 1939-1940
W 1933 r. wstąpił do duńskiej marynarki wojennej. 25 września 1937 r. awansował do stopnia podporucznika. W grudniu tego roku ukończył przeszkolenie lotnicze jako obserwator lotnictwa morskiego. Od stycznia do marca 1938 r. służył krótko na okręcie "Absalon", po czym powrócił do lotnictwa. 1 czerwca tego roku został porucznikiem. W listopadzie ukończył przeszkolenie lotnicze jako pilot. Następnie służył w 2 Flocie Lotniczej. Na pocz. stycznia 1940 r. wyjechał przez Szwecję do Finlandii, zaatakowanej 30 listopada 1939 r. przez ZSRR. Zaciągnął się ochotniczo do fińskiego lotnictwa wojskowego. 6 lutego w stopniu porucznika przydzielono go do 29 Eskadry Szkoleniowej w Paola, ale szybko został przeniesiony do LeLv 26, stacjonującego w Utti. Jednostka osłaniała z powietrza strategiczny węzeł kolejowy w Kuovola. Carl Kalmberg latał na myśliwcu Gloster Gladiator. 11 lutego odbył pierwszy lot bojowy przeciwko formacji sowieckich myśliwców Polikarpow I-16. Następnego dnia zaatakował bombowce SB-2, zestrzeliwując jednego z nich. 13 lutego wraz z innym pilotem walczył z 6 myśliwcami Polikarpow I-15bis, ale został zestrzelony i zginął.